# Llanocetidae
Llanocetidae — вимерла родина давніх зубастих вусатих китів еоцену. Його назвав американський палеонтолог Едвард Мітчелл у 1989 році після опису антарктичних Llanocetus, але дослідження 2018 року, проведене палеонтологами Юеном Фордайсом і Феліксом Марксом, включало перуанського містакодона та неописаний новозеландський екземпляр OU GS10897.